# Matthew Fox (teologo)
Matthew Fox (21 dicembre 1940) è un teologo, saggista ed ex domenicano statunitense.

## Biografia
Timothy James Fox entrò diciannovenne nell'ordine dei domenicani col nome di "Matthew" e prese gli ordini nel 1967. Si addottorò in teologia e filosofia. Dopo il dottorato, Fox insegnò alla Loyola University Chicago. Nel 1976 fondò a Chicago l’Institute of culture and creation spirituality (Istituto per la spiritualità del creato), che nel 1983 trasferì a Oakland. Nel 1984 la Congregazione per la dottrina della fede cominciò l'esame dei suoi scritti e nel 1988 il cardinale Joseph Ratzinger gli vietò per un anno di insegnare. Nel 1991 i suoi superiori domenicani gli ordinarono di lasciare l’Istituto da lui fondato e di tornare a Chicago, ma Fox rifiutò. Nel 1993 fu espulso per disobbedienza dall'ordine dei domenicani.
Nel 1994 Fox è stato accolto come prete nella Chiesa episcopale (Comunione Anglicana) e incorporato nella diocesi della California.

## Opere tradotte in italiano
- In principio era la gioia, trad. di Gianluigi Gugliermetto, Fazi, Roma 2011
- La guerra del Papa. Perché la crociata segreta di Ratzinger ha compromesso la Chiesa (e come questa può essere salvata), trad. di P. Meneghelli, Fazi, Roma 2012
- Lettere a papa Francesco. Ricostruire la Chiesa con giustizia e compassione, trad. di N. Vincenzoni, Fazi, Roma 2013
- Creatività. Dove il divino e l'umano si incontrano, trad. di M. Zurlo,  Fazi, Roma 2013
- Il silenzio, la luce, la giustizia, in A.A.V.V., Dialogo tra credenti e non credenti, Einaudi, 2013
- Compassione. Spiritualità e giustizia sociale, trad. di Gianluigi Gugliermetto, Claudiana, Torino 2014
- Preghiera. Una risposta radicale all'esistenza, trad. di Gianluigi Gugliermetto, Gabrielli, Verona, 2014
- Confessioni di un cristiano ribelle, trad. di Gianluigi Gugliermetto, Garzanti, Milano, 2015
- La spiritualità del creato. Manuale di mistica ribelle, trad. di Gianluigi Gugliermetto, Gabrielli, Verona, 2016
- La fisica degli angeli. Un dialogo eretico tra scienza e spirito (con Rupert Sheldrake), trad. di Michele Trionfera, Edizioni Tlon, Roma, 2016